# Степанська селищна територіальна громада
Степанська селищна громада — територіальна громада України, в Сарненському районі Рівненської області. Адміністративний центр — селище Степань.
Утворена 9 жовтня 2018 року шляхом об'єднання Степанської селищної ради та Кузьмівської сільської ради Сарненського району.

## Населені пункти
До складу громади входять 1 селище (Степань) і 9 сіл: Волоша, Грушівка, Двірець, Калинівка, Кузьмівка, Мельниця, Підгірник, Труди та Яблунька.